# اینچخا
اینچخا (به لاتین: Inchkha) یک منطقهٔ مسکونی در روسیه است که در شهرستان کازبکوفسکی واقع شده‌است.